# Дамбу (Прахова)
Дамбу (рум. Dâmbu) насеље је у Румунији у округу Прахова у општини Бајкој. Oпштина се налази на надморској висини од 266 m.

## Становништво
Према подацима из 2011. године у насељу је живело 1429 становника.